# 藤原鶴来

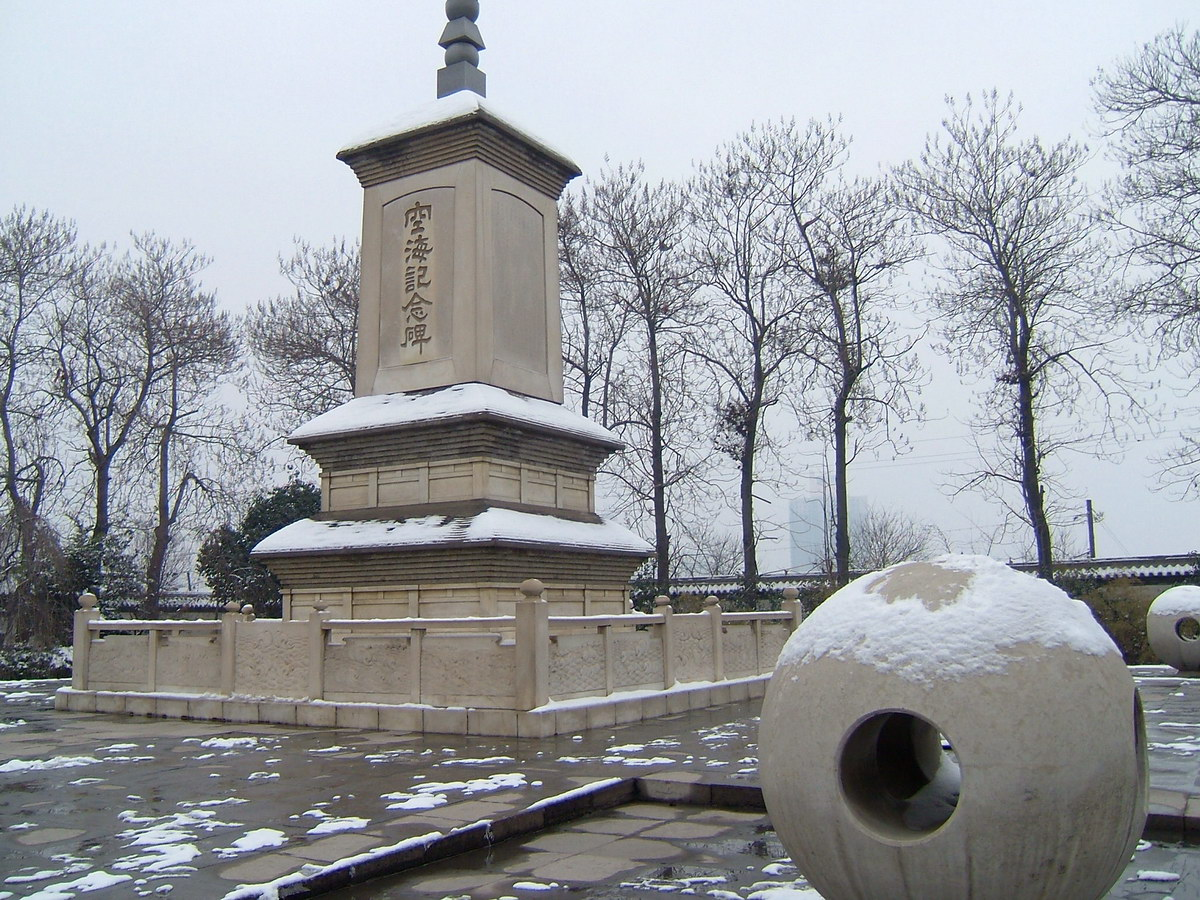
空海記念碑 (2004年12月)

藤原 鶴来（ふじわら かくらい、1893年4月15日 - 1990年1月15日）は、岡山県生まれの書家。「和漢書道史」「書源（新書道字典）」の編纂者。青龍寺の「空海記念碑」を揮毫。本名は茂（しげる）、鶴来は号。

## 経歴・業績
岡山県玉野市に生まれる。岡山師範学校（現在の岡山大学教育学部）で大原桂南に学び、丹羽海鶴、鈴木翠軒、加藤飯山に師事。比田井天来、松田南溟に益を受ける。
岡山第一中学校の教員を経て、香川師範学校教諭となる。戦後香川大学教育学部教授となり後進の育成につとめる。書道の歴史解説書「和漢書道史」、名跡筆法の字典「書源（新書道字典）」を編纂。中国陝西省西安市青龍寺の「空海記念碑」を揮毫する。
1986年文部大臣より「地域文化功労者」として表彰される。

## 略年譜
- 1893年4月15日、岡山県玉野市に生まれる。本名は、茂。
- 1917年、文部省習字科検定試験合格
- 1920年、岡山第一中学校教諭となる。
- 1922年、香川師範学校教諭となる。
- 1927年、『和漢書道史』を刊行する。
- 1924年、日満支三国書道展覧会審査員となる。
- 1945年、香川師範学校教授となる。
- 1957年、香川大学教育学部教授となる。
- 1958年、香川県庁の銅標を揮毫する。
- 1962年、香川県文化功労者となる。
- 1963年、四国女子大学教授となる。
- 1970年、二玄社より『書源』を刊行する。
- 1973年、四国新聞文化賞を受賞する。
- 1977年、山陽新聞賞を受賞する。
- 1982年、中国陝西省西安市青龍寺に四国四県が共同建立した「空海記念碑」を揮毫する。
- 1986年、文部大臣より「地域文化功労者」として表彰される。
- 1990年、1月10日逝去。享年96。

## 著作
- 『和漢書道史』好鵞会、1927年 『和漢書道史新版』 二玄社、1972年 ISBN 4-544-01008-X ISBN 9784544010084
- 『書鏡』 寶文館、1930年:宮脇開盆堂、1932年:柳原書店、1938年
- 『細字四体帖』 上田書院、1932年
- 『弘法大師真蹟集』 文昌堂、1933年
- 『放大本蘭亭叙』
- 『間架結構法』 牧笛写真工芸所、1947年
- 『書渕』 好鵞書院、1953年
- 『般若心経二種』 好鷺書院、1969年
- 『書源』  二玄社、1970年 ISBN 9784544012033
- 『新書道字典』 二玄社、1985年 ISBN 4-544-01208-2 （『書源』の普及版）
- 『中国書道大字典 携帯日本版』日本放送出版協会 1998年 ISBN 9784140110911
- 『楷書蘭亭記』『中等書鑑』『中等習字』『書範』『いろは手本』『欧陽詢書蘭亭記』